# سونیک کیاس
سونیک کیاس (به انگلیسی: Sonic Chaos) یک بازی پرشی می‌باشد که در سال ۱۹۹۳ توسط سگا برای مستر سیستم و گیم گیر منتشر گردید.